# Trasraam

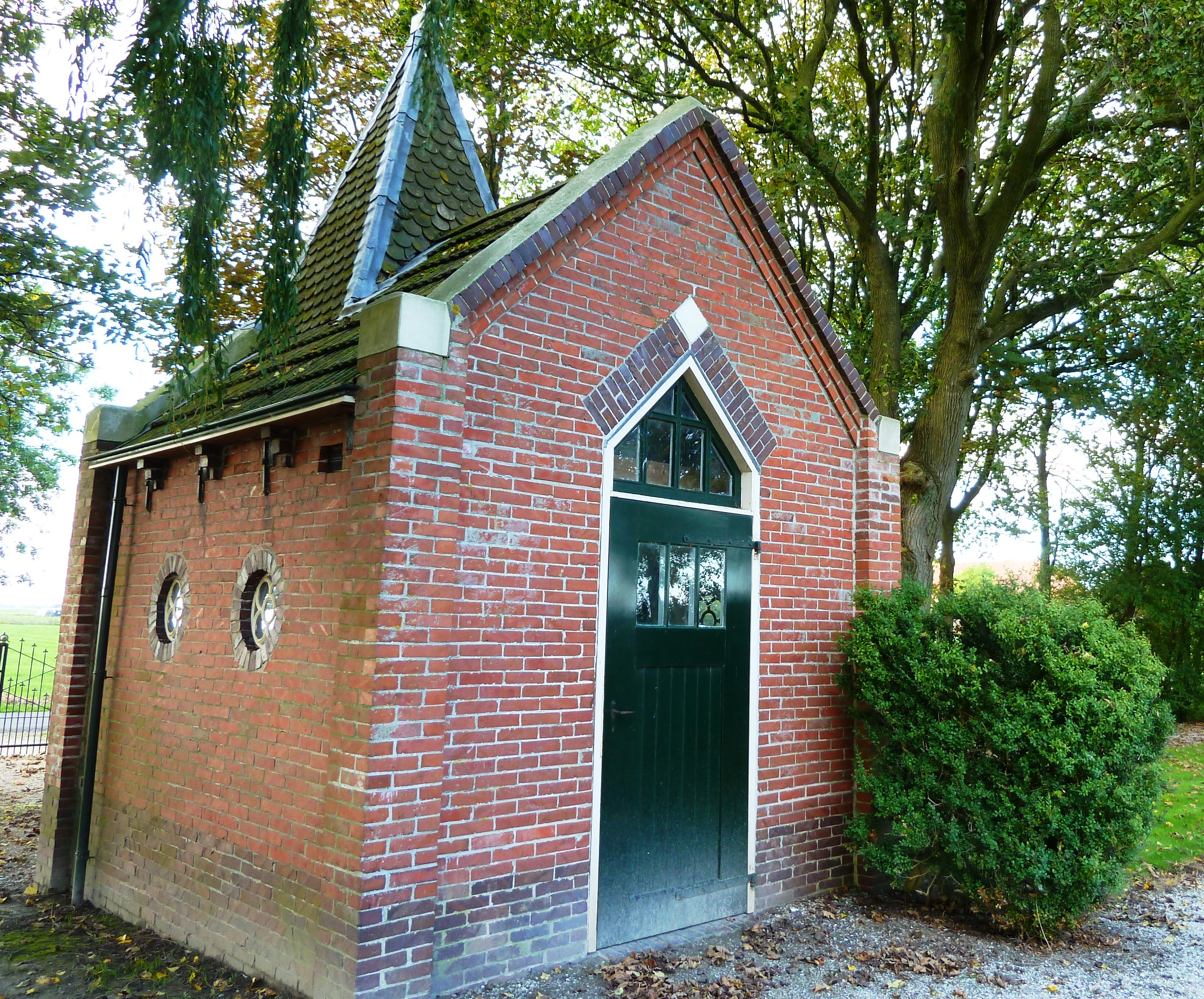
Bouwwerk met trasraam van donkere klinkers.

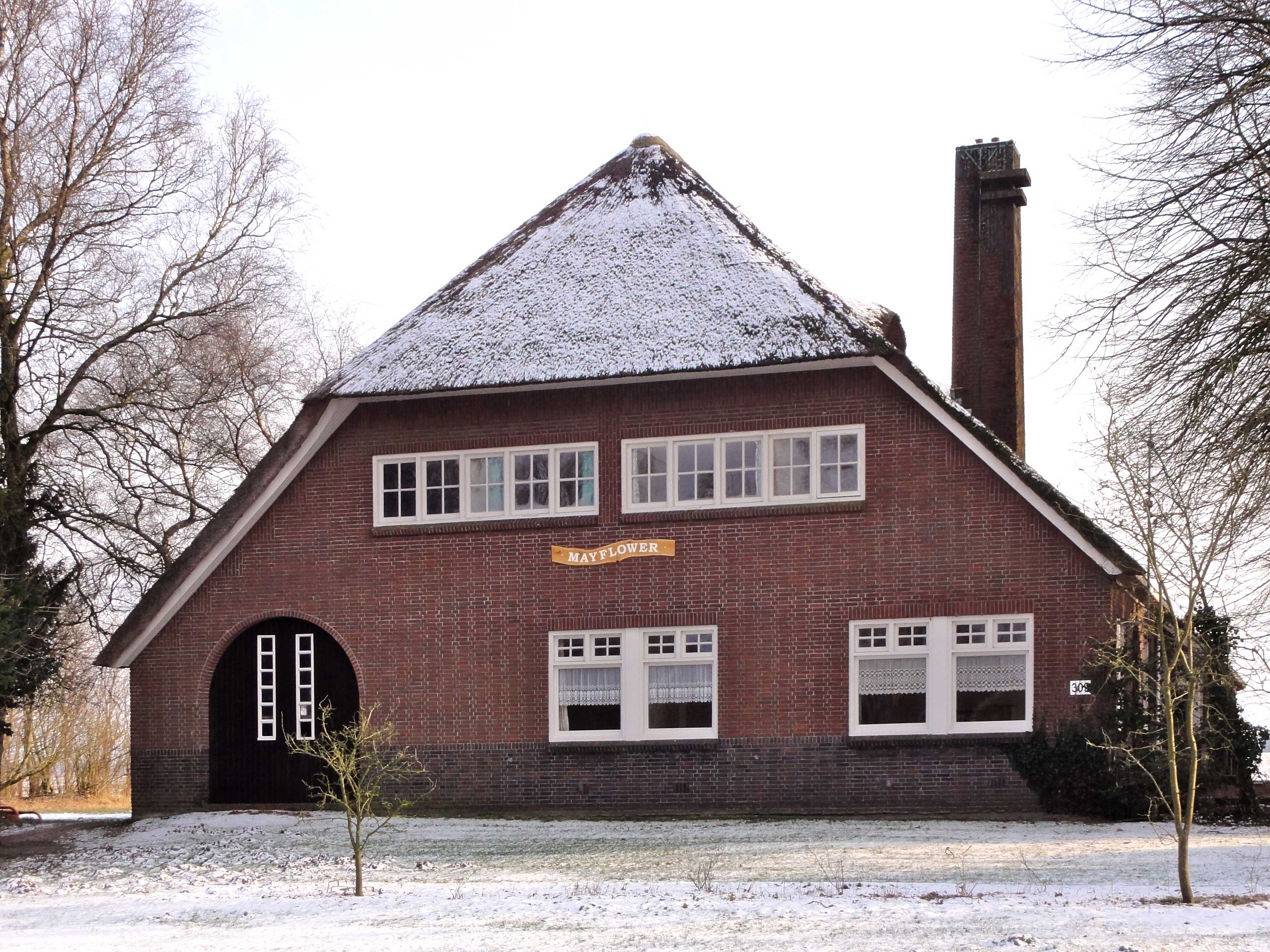
Ongewoon uitgevoerd trasraam.

Een trasraam of cementraam is het gedeelte van een gemetselde muur van gewoonlijk 5 à 6 lagen onder tot 5 à 6 lagen boven het maaiveld. Het wordt uitgevoerd in harde steen (zogenaamde klinkers) en harde specie met als doel het optrekken van vocht te verhinderen vanuit de bodem rondom een gebouw.
Bij veel gebouwen is een dergelijk tras- of cementraam duidelijk te herkennen aan de afwijkende kleur van de steen ten opzichte van de rest van het metselwerk. Als het bovengrondse deel duidelijk gemarkeerd is, wordt dit wel aangeduid als plint.
Zonder tras- of cementraam kan er in poreuze bakstenen vorstschade ontstaan als optrekkend vocht bevriest in de stenen. De stenen gaan dan kapot, omdat het volume van ijs groter is dan dat van water. Men spreekt dan van stukvriezen.
De metselspecie voor trasramen werd gemaakt van luchtkalk met tras en zand. Tegenwoordig past men als bindmiddel vrijwel altijd cement toe. Dit kan portland- of hoogovencement zijn. Moderne bakstenen worden gefabriceerd door middel van een nauwkeurig gereguleerd en gecontroleerd proces, waardoor het hele baksel van dezelfde hoge en homogene kwaliteit is. Stenen voor gevelmetselwerk vertonen dan ook geen capillaire werking, zodat een tras- of cementraam niet meer nodig is.